# Lima (commune de Malung-Sälen)
Pour les articles homonymes, voir Lima (homonymie).
Lima est une localité de Suède dans la commune de Malung-Sälen située dans le comté de Dalécarlie.
Sa population était de 212 habitants en 2019.